# Gérard Berliner

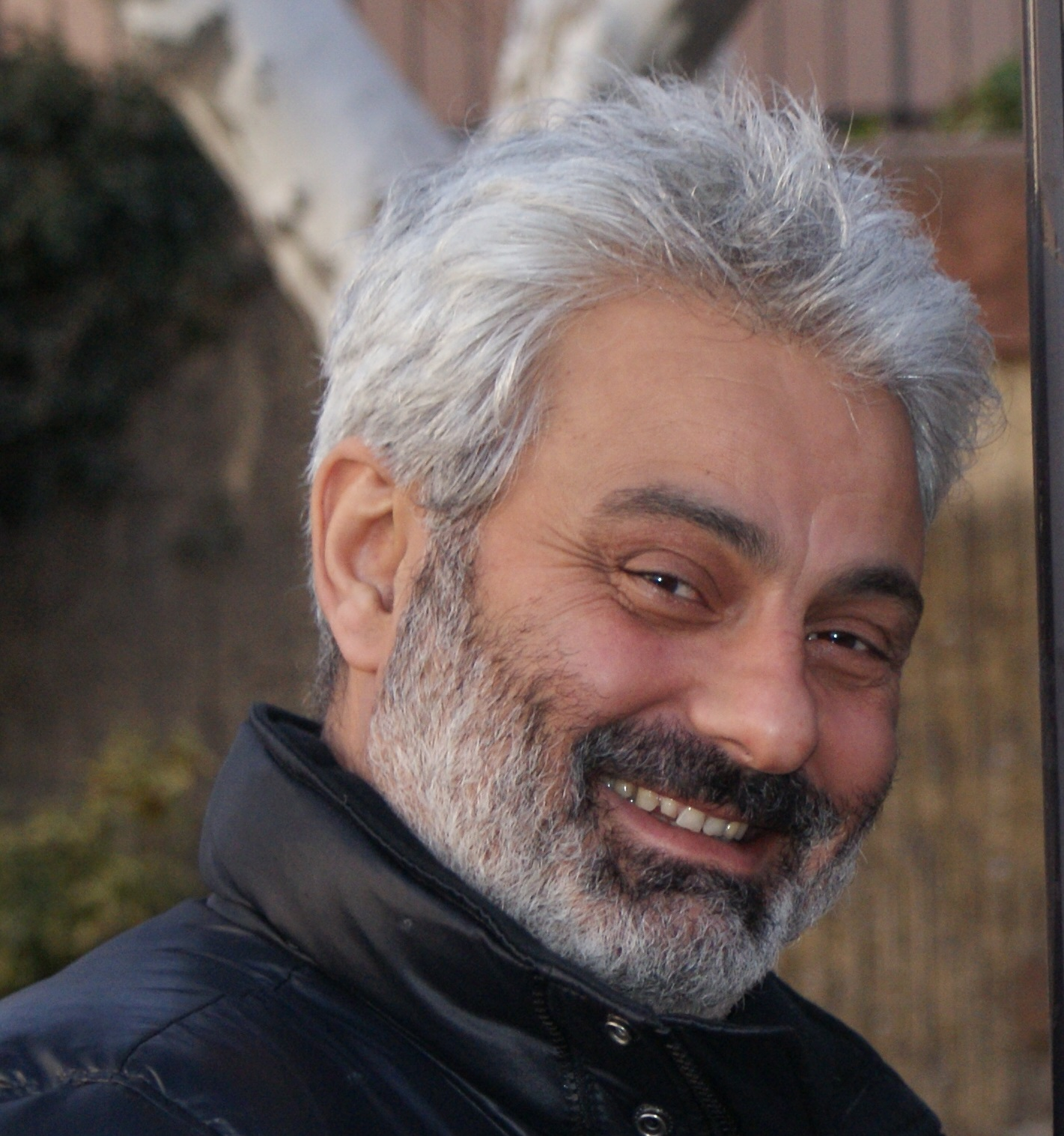
Cantante y actor.

Raymond Berliner, (París, 5 de enero de 1956 - 13 de octubre de 2010), más conocido artísticamente como Gérard Berliner, fue un cantante, compositor y actor francés.

## Biografía
Originario del popular barrio parisino de Ménilmontant, comenzó su trayectoria artística a los 18 años, al grabar su primer disco sencillo con la canción Pour toi je veux vivre. Al mismo tiempo, inició su carrera de actor, efectuando papeles de reparto en obras de teatro y programas de televisión. En 1978, el cantante Serge Lama le ofreció su primera gran oportunidad, proponiéndole participar en la primera parte de su espectáculo, junto a Marie-Paule Belle.

### El éxito deLouise
Pero es en 1982 cuando su carrera dio un giro gracias a la canción Louise, compuesta por Frank Thomas, y de la que se vendieron más de 1,5 millones de ejemplares. Este emotivo tema, ambientado en la Francia rural de la Primera Guerra Mundial, cuenta la historia de una empleada doméstica, Louise, que queda embarazada de su novio. Al morir este en el frente, ella se ve obligada a abortar, presionada por la moral imperante en la época.
Prosiguió su carrera compartiendo escenario en 1983 con Juliette Greco, durante un mes seguido en París. Aunque nunca obtuvo un éxito similar al de Louise, siguió grabando álbumes y haciendo giras en los años posteriores, algunos concebidos junto a Frank Thomas, y otros compuestos por él mismo. Su disco de 1994,Chien de voyou, producido por Charles Aznavour, y el álbum Heureux, publicado en 1997 y orquestado por Catherine Lara, fueron sus trabajos más remarcables en los años 90.

### Espectáculos teatrales
Ya en los años 2000, compaginó sus recitales con algunos espectáculos teatrales concebidos por él mismo. Por el primero de ellos, Mon alter Hugo, en el que encarnó al escritor Victor Hugo, fue nominado al premio Molière 2006 en la categoría de mejor espectáculo musical. A continuación realizó un espectáculo en homenaje al actor y cantante Serge Reggiani, quien le había prestado su apoyo en los inicios de su carrera.

### Vida familiar
Padre de dos hijos, era también hermano del conocido gánster Bruno Berliner, componente la banda de los postiches, célebre en Francia por cometer diversos atracos a bancos en los años 80 y que falleció en 1986.
Gérard Berliner falleció en París el 13 de octubre de 2010 a causa de una súbita crisis cardiaca a los 54 años. Está enterrado junto a su hermano Bruno y sus padres en el Cementerio del Père Lachaise.

## Discografía
- 1982: Voleur de maman (Incluye el tema Louise)
- 1983: Je porte ma vie
- 1984: La Mémoire profane
- 1990: De toi à moi
- 1992: Le Vertige des fleurs
- 1994: Chien de voyou
- 1997: Heureux
- 2006: Gérard Berliner chante Victor Hugo (Canciones del espectáculo Mon alter Hugo)
- 2009: Gérard Berliner chante Reggiani (Doble CD)